# 增长核算
成長會計（Growth Accounting）是经济学中解释经济成长的一套理论。

## 简介
一个经济中的国民总收入可以用多种要素建模来解释。在一个简单的模型中主要存在三个要素：
- 资本的存量（譬如，房屋建筑、机器设备）；
- 劳动力的大小；
- 技术的水平（譬如发明，生产和管理技术）。

国民总收入水平、资本存量和劳动力的大小三个数值可以通过经济统计来估算。这样数理模型就可以由劳动力、资本和一个殘差来解释国民总收入水平。不能用资本和劳动投入水平解释的残差部分即是技术水平，通常被称为全要素生产率或“索罗殘差”（Solow Residual）。總要素生產力可以用来衡量经济体的技术水平，包括生产效率、科技进步、规模效应等因素。因此在这里，国民总收入的增长就可以由资本的增长、劳动力的增长以及所采用的技术的提升来解释。

## 数理推导
根据三面等价原则，国民总收入可以用国民总生产来衡量。
假设该经济体的生产函数为柯布-道格拉斯生产函数，则可以表示为
{\displaystyle Y=F(A,K,L)=AK^{\alpha }L^{(1-\alpha )}}。
其中{\displaystyle Y},{\displaystyle A}，{\displaystyle K}，{\displaystyle L}分别为总收入，全要素生产率、资本和劳动。
对其取对数，得
{\displaystyle \log Y=\log A+\alpha \log K+(1-\alpha )\log L}
并对时间求微分，
{\displaystyle {\frac {\dot {Y}}{Y}}={\frac {\dot {A}}{A}}+\alpha {\frac {\dot {K}}{K}}+(1-\alpha ){\frac {\dot {L}}{L}}}
这里{\displaystyle \alpha ,1-\alpha }可以解释为资本和劳动的贡献率，因为
{\displaystyle {\frac {{\frac {\partial Y}{\partial K}}K}{Y}}=\alpha }；
{\displaystyle {\frac {{\frac {\partial Y}{\partial L}}L}{Y}}=1-\alpha }。
这样，上面的式子可以改写为
{\displaystyle {\frac {\dot {Y}}{Y}}={\frac {\dot {A}}{A}}+{\frac {{\frac {\partial Y}{\partial K}}K}{Y}}{\frac {\dot {K}}{K}}+{\frac {{\frac {\partial Y}{\partial L}}L}{Y}}{\frac {\dot {L}}{L}}}。
由于经济成长率（{\displaystyle {\frac {\dot {Y}}{Y}}}）、资本存量成长率（{\displaystyle {\frac {\dot {K}}{K}}}）和劳动力成长率（{\displaystyle {\frac {\dot {L}}{L}}}）通过经济统计已知，则可以通过计量经济学中简单的回归方法对總要素生產力({\displaystyle {\frac {\dot {A}}{A}}})、资本贡献率（{\displaystyle {\frac {{\frac {\partial Y}{\partial K}}K}{Y}}}）和劳动贡献率（{\displaystyle {\frac {{\frac {\partial Y}{\partial L}}L}{Y}}}）予以估算。